# Don Smith (baloncestista de 1920)
Donald E. "Don" Smith (27 de julio de 1920-1 de marzo de 1996) fue un jugador de baloncesto estadounidense que disputó una temporada en la NBA, además de jugar previamente cuatro temporadas en la NBL. Con 1,88 metros de estatura, jugaba en la posición de escolta.

## Trayectoria deportiva

### Universidad
Jugó durante su etapa universitaria con los Golden Gophers de la Universidad de Minnesota, siendo elegido en 1942 en el segundo mejor quinteto de la Big Ten Conference, tras promediar 9,6 puntos por partido.

### Profesional
Comenzó su andadura profesional en los Oshkosh All-Stars de la NBL, donde jugó una temporada antes de ver su carrera interrumpida por el servicio militar durante la Segunda Guerra Mundial, en la que promedió 4,5 puntos por partido. pero acabó fichando con los Minneapolis Lakers, con los que se proclamaría campeón de la NBL esa temporada, ayudando con 3,5 puntos por partido.
Al año siguiente el equipo dio el salto a la BAA, donde únicamente disputó 8 partidos en los que anotó 6 puntos.

## Estadísticas de su carrera en la BAA

### Temporada regular
| Temporada | Edad | Equipo             | Liga | Pos. | P | TIT | MIN | TC  | TCA | %TC  | 3P | 3PA | %3P | TL  | TLA | %TL  | R.OF. | R.DEF. | REB | ASIS | ROB | TAP | PER | FP  | PTS |
| 1948-49   | 28   | Minneapolis Lakers | BAA  |      | 8 |     |     | 0.3 | 1.6 | .154 |    |     |     | 0.3 | 0.4 | .667 |       |        |     | 0.3  |     |     |     | 0.8 | 0.8 |
| Total     |      |                    | BAA  |      | 8 |     |     | 0.3 | 1.6 | .154 |    |     |     | 0.3 | 0.4 | .667 |       |        |     | 0.3  |     |     |     | 0.8 | 0.8 |